# Un día en la vida de Iván Denísovich
Un día en la vida de Iván Denísovich, inicialmente titulada por el autor como SCH-854, placa de identificación del protagonista en el Gulag, es una novela corta (póvest) escrita por el Premio Nobel de Literatura ruso Aleksandr Solzhenitsyn y publicada en 1962 en la revista literaria Novy Mir, gracias al heroico empeño del entonces editor en jefe Aleksandr Tvardovski.
Solzhenitsyn fue condenado a ocho años de trabajos forzados en el gulag de Siberia, quedando internado hasta 1956, cuando se inició el proceso de desestalinización de la Unión Soviética. Su afirmación como un autor internacional está vinculado a Un día en la vida de Iván Denísovich, en el que describe las terribles condiciones de los presos en los campos de trabajo estalinistas.
Después de un período de exilio en los EE. UU., Solzhenitsyn regresó a la Unión Soviética; el tema de los campos de concentración será en el centro de lo que es quizás su obra más conocida, Archipiélago Gulag, publicado en 1974.